# Гронкевич-Вальц, Ханна
Ханна Беата Гронкевич-Вальц (пол. Hanna Gronkiewicz-Waltz; род. 4 ноября 1952, Варшава) — польский политический деятель, юрист. Председатель Национального банка Польши (1992—2000), депутат Сейма V созыва (2005—2006), с 2006 по 2018 год занимала пост президента Варшавы. Депутат Европейского парламента X созыва (с 2024 года, получила мандат Мартина Кервиньского).

## Биография

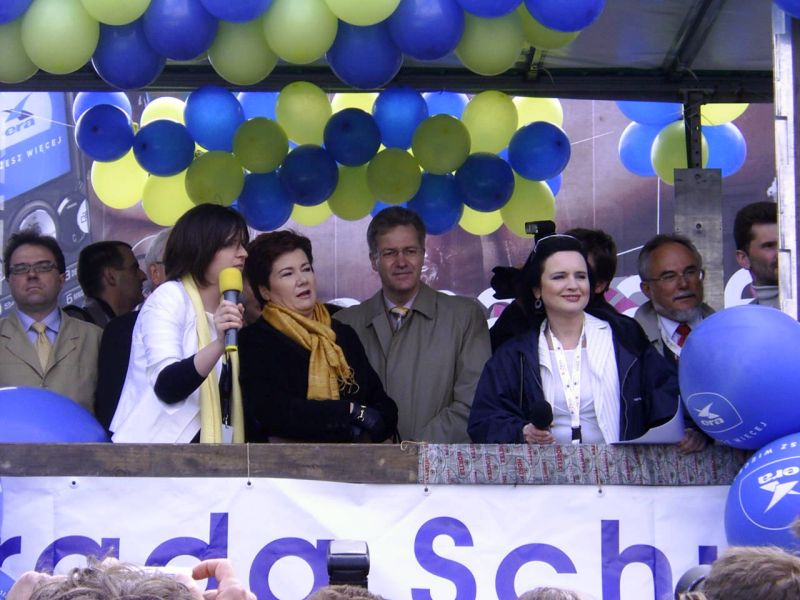
2007

### Образование и преподавательская деятельность
Окончила факультет права и администрации Варшавского университета (1975), доктор юридических наук, специалист в области банковского права.
С 1981 года работала в Институте юридических и административных наук Варшавского университета. С 1990 года — адъюнкт факультета канонического права Академии католической теологии в Варшаве. В 1989—1992 годах — эксперт парламента по вопросам общественного права. В 1991 году вошла в состав кодификационной комиссии по банковскому праву. Автор научных работ по правовым вопросам.
В 1980 году была в числе основателей организации Всепольского профобъединения «Солидарность» на факультете права и администрации Варшавского университета, в 1989—1992 годах возглавляла эту организацию.

### Политическая деятельность
С 5 марта 1992 по 10 января 2001 года — председатель Национального банка Польши. Американский журнал Global Finance четырежды признавал её лучшим председателем Центробанка в Европе. В СМИ её называли «Железная леди польских финансов».
В 1995 году принимала участие в президентских выборах, получила поддержку 2,76 % избирателей. Была поддержана несколькими правыми организациями и частью католической общественности. Своим политическим идеалом считала бывшего премьер-министра Великобритании Маргарет Тэтчер. Выступала в защиту семьи, свободы, частной собственности. Бывший президент Польши Александр Квасьневский, победивший на тех выборах, в 2006 году заявил, что она «исключительно компетентный человек, работоспособный, и одновременно здравомыслящий».
В 2001—2004 годах — вице-президент Европейского банка реконструкции и развития (ЕБРР). В 2005 году была избрана депутатом польского Сейма от либеральной партии «Гражданская платформа».
26 ноября 2006 года, в исключительно упорной борьбе с представителем консервативной националистической коалиции Казимежем Марцинкевичем, победила во втором туре выборов президента Варшавы (53,18 % голосов). В ноябре 2010 года переизбрана президентом Варшавы, набрав в первом туре 53,67 % голосов.